# Und (Hungria)
Und (em alemão: Undten; em croata: Unda) é um município da Hungria, situado no condado de Győr-Moson-Sopron. Tem 6,79 km² de área e sua população em 2015 foi estimada em 335 habitantes.